# Holocompsa pusilla
Holocompsa pusilla (лат.) — вид тараканов из семейства тараканов-черепашек (Corydiidae), известный по единственному экземпляру, пойманному в 1908 году на небольшом острове Маэ в Сейшельском архипелаге. Описан в 1924 году.
Голотип хранится в Лондоне, в Музее естественной истории.
МСОП присвоил таксону охранный статус «Виды, находящиеся на грани полного исчезновения». Возможно, к настоящему времени вид уже вымер.